# Елесина, Алевтина Александровна
Алевти́на Алекса́ндровна Еле́сина (род. 22 августа 1954, Удмуртия) — российская лыжница, двукратная паралимпийская чемпионка, многократный призёр Паралимпийских игр, чемпионка Европы, многократная чемпионка России. Заслуженный мастер спорта России по лыжным гонкам среди спортсменов с нарушением зрения.

## Награды
- Орден «За личное мужество» (1994).
- Заслуженный мастер спорта России (1992)[2].